# Gretton (Shropshire)
Gretton – wieś w Anglii, w hrabstwie Shropshire. Leży 18 km na południe od miasta Shrewsbury i 212 km na północny zachód od Londynu.